# Cercetășie

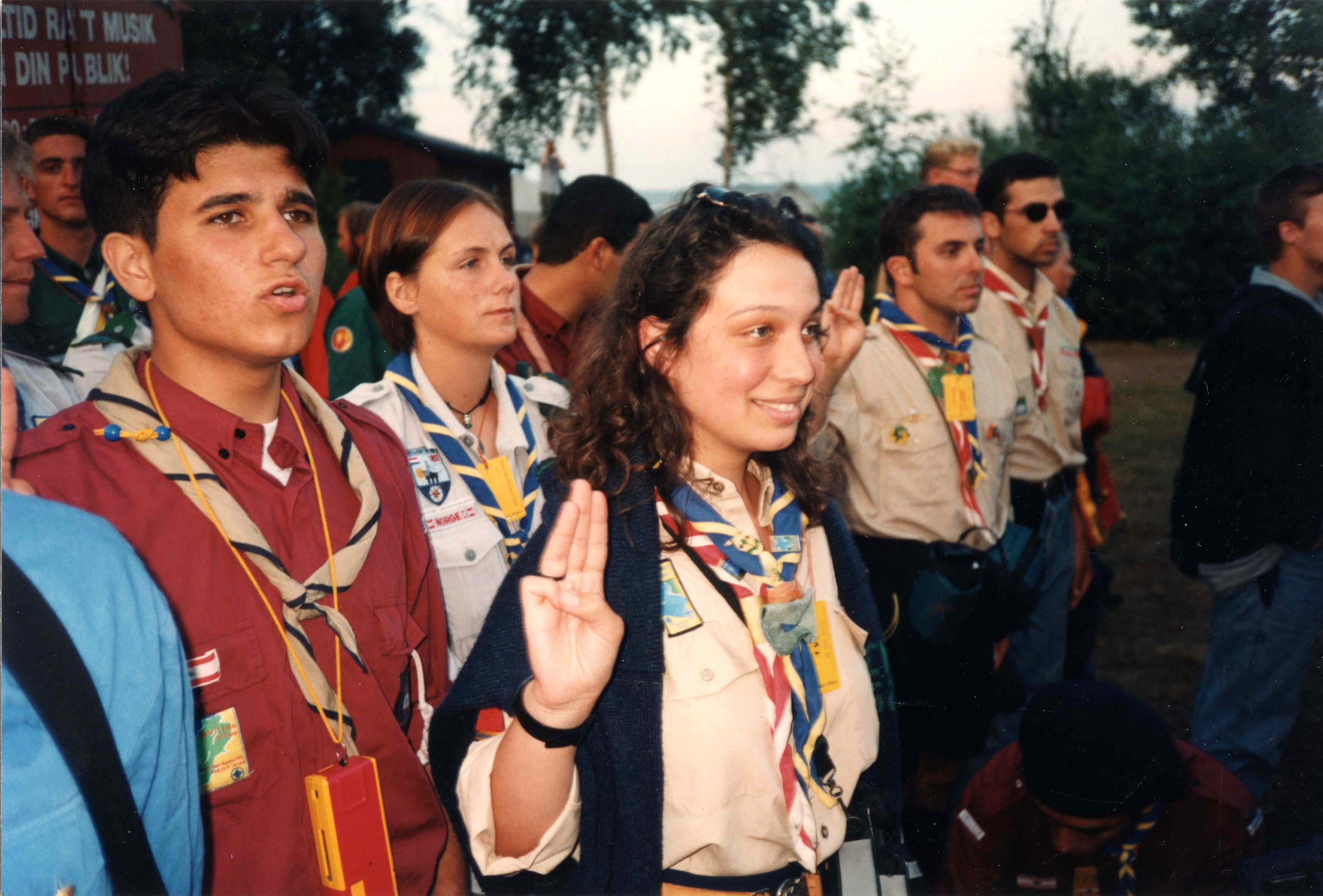
Cercetași și ghide din diferite țări la o reuniune internațională

Cercetășia este o mișcare internațională de tineri creată cu scopul de a ajuta tinerii în dezvoltarea lor fizică, mentală și spirituală, pentru a deveni membri constructivi ai societății.
Bazele mișcării au fost puse de Robert Baden-Powell.